# کاخ حکومت ایروان
کاخ حکومتی شمارهٔ یک (به ارمنی: Հայաստանի Հանրապետության կառավարական տուն) در میدان جمهوری ایروان واقع شده‌است.
آلکساندر تامانیان طراح این اثر است. او در سال ۱۹۴۲ برای این اثر جایزه دولتی اتحاد شوروی را دریافت کرد.
این محل اقامتگاه رسمی نخست‌وزیر ارمنستان است.